# Света Параскева (Китрос)
Вижте пояснителната страница за други значения на Света Параскева.
„Света Параскева“ (на гръцки: Aγίας Παρασκευής) е православна църква в село Китрос, Егейска Македония, Гърция, част от Китроската, Катеринска и Платамонска епархия.
Църквата е разположена на половин километър северно от Китрос. Изградена е в XIX век и в нея работи зографът от Кулакийската школа Димитриос Хадзистаматис, чието дело е разпятието и царските двери.